# Teorema de Pompeiu

El teorema de Pompeiu es un resultado de la geometría plana descubierto por el matemático rumano Dimitrie Pompeiu. El teorema es simple, pero no clásico. El enunciado es:
| Dado un triángulo equilátero ABC en el plano, y dado un punto P en el plano del triángulo ABC, se puede construir un triángulo de lados iguales a PA, PB y PC. Si P está en la circunferencia circunscrita a ABC, el triángulo resultante es degenerado. |

Pompeiu publicó el teorema en 1936. Sin embargo, August Ferdinand Möbius ya había publicado en 1852 un teorema más general de cuatro puntos en el plano euclídeo. En este artículo, Möbius también había desarrollado explícitamente el enunciado de Pompeiu como un caso especial de su teorema. Por esta razón, el teorema también recibe el nombre de teorema de Möbius-Pompeiu.

## Demostración

Demostración del teorema de Pompeiu a partir del triángulo de Pompeiu.

Considérese una rotación de 60° alrededor del punto B, de tal forma que la imagen de A es C y la imagen de P es P′. Entonces, {\displaystyle \scriptstyle PB\ =\ P'B}, y {\displaystyle \scriptstyle \angle PBP'\ =\ 60^{\circ }}.  Por tanto, el triángulo PBP′ es equilátero y {\displaystyle \scriptstyle PP'\ =\ PB}. Entonces, {\displaystyle \scriptstyle PA\ =\ P'C}. Por tanto, el triángulo PCP′ tiene lados iguales a PA, PB y PC, y la demostración por construcción está completa (véase la ilustración).

## Caso particular
En caso de que P se encuentre en la circunferencia circunscrita al triángulo, entonces PA, PB y PC forman un triángulo degenerado, siendo el lado más largo igual a la suma de los otros dos. Esta observación también se conoce como teorema de Van Schooten.